# Алтиуй
Алтиу́й (каз. Алтыүй) — село у складі Панфіловського району Жетисуської області Казахстану. Адміністративний центр Бірліцького сільського округу.
Населення — 3870 осіб (2021; 3697 у 2009, 3505 у 1999, 2869 у 1989).